# Альбомный эквивалент
Альбомный эквивалент, или единица, эквивалентная альбому, или альбомная единица, или эквивалентная единица, или альбомная эквивалентная единица (англ. album-equivalent unit), — стандарт, принятый в музыкальной индустрии для определения объёма продаж музыки, равного покупке одной копии альбома. В этих расчётах, кроме традиционных продаж альбомов на физических носителях (компакт-диски, виниловые пластинки) также учитывают стриминг (потоковые передачи песен) и цифровую загрузку песен. Единица, эквивалентная альбому, была введена в середине 2010-х годов как ответ на падение продаж альбомов в 21-м веке. Продажи альбомов уменьшились более чем вдвое с 1999 по 2009 год, сократившись с 14,6 до 6,3 миллиардов долларов. Например, единственными альбомами, которые стали платиновыми в Соединённых Штатах в 2014 году, были саундтрек «Холодное сердце» и диск «1989» певицы Тейлор Свифт, в то время как годом ранее (в 2013-м) это смогли сделать несколько исполнителей. Это стало закономерным итогом появления цифровых форматов и ухода слушателей в интернет.

## История
Появлению новой единицы для более полного и точного учёта продаж музыки предшествовало резкое падение интереса публики к покупке целых альбомов и уход слушателей в интернет, где появились онлайн-магазины со скидками. Всего за год до появления магазина iTunes соотношение проданных альбомов к синглам в 2002 году было равно 179:1. Однако с появлением новых возможностей интернета большинство слушателей желали и могли знакомиться лишь с одной-двумя песнями — хитами, но не покупать весь альбом. Музыкантам же и звукозаписывающим фирмам было выгоднее продать диск целиком. Уже в 2016 году только в США на потоковые стриминговые сервисы (Spotify и другие) приходилось 47 % всех доходов музыкальной индустрии.

## Использование в хит-парадах и сертификациях

### США
Начиная с выпуска от 13 декабря 2014 года, журнал Billboard для составления своего основного альбомного хит-парада Billboard 200 пересмотрел всю методологию ранжирования и перешёл с учёта чистых продаж альбомов на единицы, эквивалентные альбомам. Благодаря этой реформе Billboard 200 стал учитывать потоковую передачу по требованию (on-demand streaming) и продажи цифровых треков (по данным Nielsen SoundScan) с помощью нового алгоритма, использующего данные всех основных сервисов аудио-подписки по требованию, включая Spotify, Apple Music, Google Play, YouTube и ранее Xbox Music. Данный алгоритм использует следующую формулу: 1 продажа альбома = 10 продаж треков (песен) = 1 500 стримов треков из альбома. Известные как TEA (трековый эквивалентный альбом, или эквивалентный трек-альбом) и SEA (потоковый эквивалентный альбом) при первоначальном определении в указанном размере (10 продаж песен или 1500 потоков песен из альбома) рассматривались как эквивалент одной покупки альбома. Журнал Billboard также продолжает публиковать хит-парад чистых продаж альбомов, который называется Top Album Sales и рассчитывается по традиционной методологии Billboard 200, основанную исключительно на данных продаж Nielsen SoundScan. Альбом Тейлор Свифт «1989» был первым альбомом, который возглавил чарт с этой новой методологией, получив 339 000 альбомно-эквивалентных единиц (из них 281 000 единиц поступили от чистых продаж альбомов). В выпуске журнала от 8 февраля 2015 года альбом Now That’s What I Call Music! 53 стал первым альбомом в истории, который не попал на первое место в Billboard 200, несмотря на то, что был самым продаваемым альбомом недели.
В июле 2018 года Billboard и Nielsen пересмотрели соотношения, используемые для учёта потоковой передачи эквивалентных единиц альбома (SEA, потоковый эквивалентный альбом), чтобы учесть относительную ценность потоков в платных музыкальных сервисах, таких как Apple Music или Amazon Music Unlimited, по сравнению с музыкальными и видео-платформами с поддержкой рекламы, такими как бесплатный уровень Spotify и YouTube. Согласно обновленным эквивалентным соотношениям альбома, 1250 аудиопотоков премиум-класса, 3750 потоков с поддержкой рекламы или 3750 видеопотоков равны продаже одного альбома.
Точно так же Ассоциация звукозаписывающей индустрии Америки (Recording Industry Association of America), которая ранее сертифицировала альбомы только на основе единиц, проданных розничным магазинами, начала учитывать потоковую передачу по стримингу при выдаче своих сертификатов на золотые и платиновые диски с февраля 2016 года.

### Великобритания
В Великобритании Official Charts Company начала учитывать данные потоковой передачи (стриминг) при составлении своего основного хит-парада UK Albums Chart, начиная с марта 2015 года.
Это изменение было решено внести после массового роста потоковых передач; количество треков, передаваемых по стримингу в Великобритании за год, удвоилось: с 7,5 миллиардов в 2013 году до чуть менее 15 миллиардов в 2014 году. В соответствии с новой методологией, компания Official Charts берёт из альбома 12 самых популярных потоков (стримов), причём две лучшие песни учитывая в меньшем коэффициенте, так что эта цифра будет отражать популярность альбома в целом, а не одного или двух успешных синглов. Скорректированная сумма делится на 1000 и добавляется к объёму продаж альбома. Диск In the Lonely Hour британского певца Сэма Смита был первым альбомом, попавшим в чарт по этим новым правилам. Из 41 000 единиц, эквивалентных альбому, 2900 единиц были получены при расчётах по стримингу треков, а остальные были чистыми продажами альбома. К концу 2017 года BPI сообщила, что на потоковое вещание приходится более половины потребления музыки в Великобритании (50,4 %).

## Критика
Хью Макинтайр из издания Forbes.com отметил, что использование эквивалентных единиц альбома заставило исполнителей выпускать альбомы с чрезмерно большим списком треков. Брайан Джозефс из журнала Spin написал: «Если вы стремитесь к славе поп-артиста, то можете теоретически сыграть в систему, упаковав до 20 треков в альбом, дабы получить большее количество альбомных эквивалентных единиц — и, следовательно, суммарных „продаж“ альбома — когда слушатели проверяют альбом, прослушивая трек за треком». Он также раскритиковал альбом Heartbreak on a Full Moon американского певца Криса Брауна, который содержит более 40 песен.